# عرباسكو
الشركة العربية لخدمات الطيران المحدودة (عرباسكو) شركة متخصصة في تقديم خدمات طيران رجال الأعمال في المملكة العربية السعودية.

## نبذة
بدأت الشركة العربية لخدمات الطيران المحدودة (عرباسكو) أعمالها منذ العام 1982، وهي الآن إحدى الشركات الرائدة في تقديم خدمات طيران رجال الأعمال وهي أول محطة شاملة والوحيدة الحقيقية لطيران رجال الأعمال في المملكة العربية السعودية.
وتقوم بتقديم خدمات الطيران في المملكة العربية السعودية وفي المنطقة بأسرها وهي تجمع ما بين منشآت خدمات وصيانة الطائرات مع خبراء في الإدارة والتخطيط والعمليات الأرضية وعمليات الطيران. وكل ما نقوم به مصمم لمجتمعات طيران رجال الأعمال التي تركز على الجودة العالية.
وتتعامل الشركة ممثلة بخدمات الطيران لديها مع أكثر من أربع وعشرين ألف رحلة سنويًا من خلال شبكتها وتقدم مجموعة كاملة من الخدمات الأرضية وخدمات الركاب لطائرات رجال الأعمال وشركات النقل الخاصة وتقدم مجموعة كاملة من خدمات إدارة الطائرات وخدمات التأجير طبقاً لشهادتي مشغل جوي الخاصتين بها بموجب الجزء 125 والجزء 135 من لوائح إدارة الطيران الفيدرالية وتمتلك منشأة صيانة قاعدة وخطوط مخصصة في مدينة جدة بموجب الجزء 145 من لوائح إدارة الطيران الفيدرالية.

## أعمال الشركة
- محطة الخدمات الشاملة للمسافرين من رجال الأعمال ومجال الطيران كليهما وتقديم خدمات عالية الجودة لصيانة الطائرات والإدارة والخدمات الأرضية وخدمات التأجير.
- عمليات القاعدة الثابتة بالخدمات الكاملة إلى صيانة الطائرات والإدارة وتأجير الطائرات إلى الخدمات الخاصة المعنية بتزويد الطائرات بالوقود.
- خدمات الدعم التي يتطلبها رجال الأعمال بتركيز على السلامة والمعايير الدولية.

## أماكن الخدمة
تقدم الخدمات وتطير إلى مختلف أرجاء العالم، ولديها عمليات قاعدة ثابتة إستراتيجية في كلاً من:
- جدة
- الرياض
- المدينة المنورة
- الدمام
- ينبع
- لندن

## الخدمات

### تأجير الطائرات
تقديم خدمات تأجير طائرات واسعة النطاق لكبريات المنظمات وكبار الشخصيات ويقوم فريق عمليات الطيران الخاص بتخطيط الرحلات للعملاء.

### الخدمات الأرضية

#### الصالات الخاصة
تملك عرباسكو صالات خاصة لعمليات القاعدة الثابتة لها التي تقدم التالي:
- خدمة عملاء بكوادر مؤهلة لتقديم خدمات الأطقم والركاب للطائرات.
- الاستقبال في موقع طائرات كبار الشخصيات الخاص بالشركة.
- يوجد بها مكاتب الهجرة والجمارك المخصصة.
- توفر خدمة السيارات التي تنقل العميل للوجهة المطلوبة.

#### الخدمات الأرضية المقدمة
- عمليات الطيران وضبط الأحمال.
- معدات الدعم الأرضي.
- معايرة الأجهزة الملاحية وخدمات تفتيش الطيران.
- خدمات الركاب وحركة المرور.
- خدمات صالة كبار الشخصيات.
- التزويد بالوقود.
- تنظيف الطائرة والعناية الشاملة.
- خدمات موقف الطائرات.

### صيانة الطائرات

#### خدمات الصيانة والإصلاح والتجديد (العمرة)
هي محطة إصلاح معتمدة بموجب الجزء 145 من إدارة الطيران الفيدرالية وتتمتع بتراخيص مركز خدمة شركة تصنيع معدات أصلية من بومباردييه تشالنجر 600 وسلسلة بريتش ايروسبيس 125 وجميع سلاسل بيتشكرافت كينغ إير، وكذلك تراخيص خدمة إلكترونيات الطيران لشركتي هانيويل وروكويل كولينز.

#### دعم الطائرات
- القدرات المصنفة حسب النوع.
- الدعم المعتمَد المنظم حسب جدول معين.
- دعم الطائرة على الأرض لطائرات غلف ستريم (حتى G450) وبوينغ بيزنس جت وداسو فالكون 2000 وداسو فالكون 900.

#### ورش الدعم
ورشة دعم تشتمل على مجموعة من المنتجات والخدمات ذات الصلة وتشمل:
- ورشة بطاريات.
- العجلات والمكابح.
- اختبارات غير إتلافيه.
- الدعم اللوجستي.
- تخزين المكونات.

### إدارة الطائرات
مجموعة متنوعة من الخدمات المباشرة لإدارة الطائرات بكفاءة من خلال خدمات دعم عمليات الطيران والعمليات الأرضية على مدار أربع وعشرين ساعة.